# Trattato di Verdun
Il trattato di Verdun stabilì la divisione dell'Impero carolingio tra Lotario I, Ludovico II il Germanico e Carlo II il Calvo, i tre figli sopravvissuti di Ludovico il Pio. Fu firmato nell'agosto dell'843, appunto, a Verdun.

## Storia
Il figlio maggiore di Ludovico il Pio, Lotario I, aveva dichiarato guerra ai fratelli fin dalla morte del padre, avvenuta nell'840. Dopo la sua sconfitta nella battaglia di Fontenoy, combattuta nell'841, e l'alleanza tra i suoi fratelli, sigillata nel giuramento di Strasburgo, Lotario I era disposto a negoziare. Ognuno dei fratelli aveva già un suo regno: Lotario I in Italia, Ludovico II il Germanico in Baviera e Carlo il Calvo in Aquitania.
Il trattato stipulò quanto segue:
- Lotario I ricevette la parte centrale dell'Impero carolingio, denominata Francia Media - quella che in seguito divenne Paesi Bassi, Lorena, Alsazia, Borgogna, Provenza e Italia - e a titolo onorifico anche il titolo imperiale, ma senza avere più che un comando nominale.
- Ludovico II il Germanico ricevette la parte orientale dell'Impero, denominata Regno dei Franchi Orientali - gran parte di quella che divenne più tardi la Germania.
- Carlo il Calvo ricevette la parte occidentale, denominata Regno dei Franchi Occidentali - gran parte della quale sarebbe divenuta la Francia - incluse anche l'Aquitania, Tolosa e la Settimania.

Anche se spesso viene presentato come la devoluzione o la dissoluzione dell'impero unitario di Carlo Magno, il trattato in effetti riflette la continua aderenza alla tradizione franca di una eredità divisibile invece che di una che favoriva solo il primogenito.